# Parafia św. Katarzyny w Grybowie
Parafia św. Katarzyny Aleksandryjskiej w Grybowie – parafia rzymskokatolicka w dekanacie Grybów w diecezji tarnowskiej. Parafia jest pod wezwaniem św. Katarzyny Aleksandryjskiej z Egiptu. Kościół parafialny został wybudowany w stylu neogotyckim w latach 1908–1918. Świątynia rzymskokatolicka została podniesiona przez papieża Benedykta XVI do rangi bazyliki mniejszej dnia 13 października 2012 roku. Jest sanktuarium, w którym szczególnym kultem otaczany jest łaskami słynący obraz Matki Bożej Przedziwnej. Mieści się przy ulicy Kościelnej.

## Historia
Dzieje parafii
Brak dokumentu erekcyjnego kościoła w Grybowie nie pozwala na ustalenie zarówno czasu jego powstania jak i zaistnienia parafii. Pierwsza wzmianka o kościele pojawia się w dokumencie lokacyjnym miasta z 15 maja 1340, w którym czytamy: Item volumus, ut ecclesia ibidem habeat duos mansos, quos liberos esse volumus nostre salutis ob respectum et progenitorum nostrorum, ius patronatus pro nobis ac heredibus nostris reservando. Z treści dokumentu nie wynika wprost by w roku jego wystawienia istniał kościół. Można jedynie przypuszczać, że lokacja określała jedynie jego przyszłe uposażenie. Kościół został wzniesiony na potrzeby społeczności miasta wkrótce po jego lokacji około połowy XIV w. i wówczas także została erygowana parafia. O jej istnieniu - jak też istnieniu kościoła - świadczą odnotowane za lata 1346-1358 opłaty świętopietrza, ściągane w wysokości czterech skojców. Istnienie parafii i kościoła potwierdza również informacja przekazana przez Jana Długosza w Liber Beneficiorum: "oppidum Grebov habens in se ecclesiam parochialem muratam, sanctae Catharinae dictam, cuius proprietas ad Serenissum Poloniae Regem pertinent." Najstarsze XVI i XVII-w. wizytacje biskupie podają, że w Grybowie był kościół murowany św. Katarzyny założenia JKM króla Kazimierza. Z powyższych relacji wynika, że prawo patronatu nad kościołem przynależało do króla, zaś fundatorowi miasta Kazimierzowi Wielkiemu zawdzięczano fundację kościoła św. Katarzyny.
Wiosną 1908 roku rozpoczęto rozbiórkę starego kościoła (ze względu na zbyt małe rozmiary budowli względem potrzeb wiernych oraz zawilgocenia pojawiające się w kościele), a na jego miejscu rozpoczęto budowę nowego kościoła neogotyckiego.
Kościoły filialne
- Kościół św. Bernardyna, drewniany, wybudowany w 1455 r., z fundacji Piotra Branickiego herbu Gryf. Kościół spłonął 17 stycznia 1945 roku[2]
- Kościół św. Anny, drewniany, wybudowany przed 1517 r., istniał do XIX w.[3]
- Kościół św. Krzyża, drewniany, wybudowany przed 1577 r., istniał do XIX w.[4]

## Kościół parafialny
Neogotycki kościół parafialny pod wezwaniem św. Katarzyny Aleksandryjskiej został wybudowany w latach 1908–1918. Staraniem  proboszcza ks. prałata Adama Kaźmierczyka, bp Jerzy Ablewicz dekretem z dnia 24 grudnia 1974 roku ogłosił kościół grybowski – Sanktuarium Maryjnym. Staraniem ks. Ryszarda Soroty świątynia rzymskokatolicka została podniesiona przez papieża Benedykta XVI do rangi bazyliki mniejszej dnia 13 października 2012 roku, uroczyście ogłoszona bazyliką mniejszą dnia 20 kwietnia 2013 roku.
Kaplice dojazdowe
- Kaplica pw. św. Piotra i Pawła na Podjaworzu
- Kaplica pw. Serca Jezusowego na Podchełmiu
- Kaplica pw. Miłosierdzia Bożego na Zagórzu

## Proboszczowie
- ks. Józef Waxmundzki (1815–1817)
- ks. Jan Czyrniański (1817–1849)
- ks. Ignacy Wieniawa Długoszewski (1849–1872)
- ks. Franciszek Jaworski (1872–1895)
- ks. Leon Tarsiński (1895–1915)
- ks. Jan Solak (1921–1961)
- ks. Adam Kaźmierczyk (1962–1987)
- ks. Władysław Burek (1987–1989)
- ks. Józef Dudek (1989–2006)
- ks. Ryszard Sorota (od 2006)

źródła: